# ثيودور فرايد
ثيودور فرايد (بالمجرية: Fried Tivadar)‏ هو رسام مجري، ولد في 19 مايو 1902 في بودابست في المجر، وتوفي في 1980.